# Графство Конфлан
Графство Конфлан (Конфлен, Конфлюен (исп. Condado de Conflent, кат. Comtat de Conflent) — средневековое каталонское графство. Находилось к западу от Руссильона.

## История
В римские времена Конфлан был районом (лат. pagus), зависящим от Русцино (ядра будущего графства Руссильон). После распространения христианства Конфлан в V веке стал архидиаконатом епископства Эльна. Западная граница Конфлана проходила между диоцезами Эльна и Урхель по долине Перкса. Позже Конфлан вошёл в состав Вестготского королевства, затем был завоёван маврами. При Карле Великом в конце IX века Конфлан в числе других каталонских областей вошел в состав Франкского королевства. Первоначально он был включён в Тулузскую марку Гильома Желонского, который в 790 году передал Конфлан вместе с Разе своему старшему сыну Бере, ставшему в 801 году первым графом Барселоны.
После смерти отца, скончавшегося в 812 году, Бера в 814 году передал Разе и Конфлан под управление своему сыну Гильемунду, который стал первым правителем этих областей, использовавшим титул граф. После смещения Беры Гильемунд сохранил свои владения, но в 826 году он присоединился к восстанию Аиссы против Бернара Септиманского, призвавшего на помощь мавров. После ухода мавров с ними бежал и Гильемунд. Разе и Конфлан были переданы графу Ампурьяса и Руссильона Госельму. 
Неизвестно, кто был непосредственным преемником в Конфлане Госельма, смещённого в 832 году, но в 844—850 годах как здешние правители упоминаются графы Разе Аргила, Бера II и Миро Эутилий. Не позднее 860 года Конфлан был передан графу Урхеля и Сердани Саломону. После смерти Саломона Сердань и Урхель получил Вифред I Волосатый, сын Сунифреда. Конфлан был передан им брату, Миро Старому, который в 878 году получил также Руссильон. После смерти Миро в 896 году Конфлан унаследовал Вифред I.
После смерти Вифреда I в 897 году его владения были разделены между сыновьями. Конфлан и Сердань, которые оказались объединены, унаследовал Миро II Младший, родоначальником Серданьской линии. 
Наибольшего расцвета Конфлан достиг при правлении Вифреда II (отрёкся от престола в 1035), который построил замок Корнелья де Конфлан, в котором проводил много времени.
Со смертью в 1117 году графа Бернара линия графов Сердани и Конфлана угасла, после чего владения унаследовал граф Барселоны Рамон Беренгер III. После этого графство Конфлан было преобразовано в округ Конфлан.

## Список графов Конфлана
- 814—827: Гильемунд (ум. после 827), граф Разе и Конфлана 814—827
- 827—832: Госельм (ум. 834), граф Ампурьяса с 817, граф Разе и Конфлана с 827
- 844: Аргила, граф Разе
- 846 (?) — около 849: Бера II, граф Разе
- около 849—850: Миро Эутилий, граф Разе
- не позднее 860—870: Саломон (ум. 870), граф Урхеля и Сердани с 848, граф Конфлана с 860
- 870—896: Миро Старый (ум. 896), граф Капси и Фенольета, граф Конфлана с 870, граф Руссильона с 878
- 896—897: Вифред I Волосатый (ок. 840—897), граф Урхеля и Сердани с 870, граф Барселоны и Жероны с 878, граф Осоны с 886, граф Конфлана с 896
- 897—927: Миро II Младший (ум. 927), граф Сердани и Конфлана с 897, граф Бесалу с 920
- 927—968: Сунифред II (ум.968), граф Сердани и Конфлана с 927, граф Бесалу с 965
- 968—984: Миро III Бонфиль (ум. 984), граф Бесалу с 968, граф-соправитель Сердани и Конфлана с 968, епископ Жироны
- 968—988: Олиба III Кабрета (ум. 990), граф Сердани и Конфлана 968—988, граф Бесалу 984—988
- 988—1035: Вифред II (ум. 1050), граф Сердани, Конфлана и Берги 988—1050
- 1035—1068: Рамон Вифред (ум. 1068), граф Сердани и Конфлана
- 1068—1095: Гильом (Гульельмо) I Рамон (ум. 1095), граф Сердани, Конфлана и Берги
- 1095—1109:  Гильом (Гульельмо) II Журден (ум. 1109), граф Сердани и Конфлана, граф Тортосы
- 1109—1117: Бернар (ум. 1117), граф Сердани, Конфлана и Берги